# TTL 7450

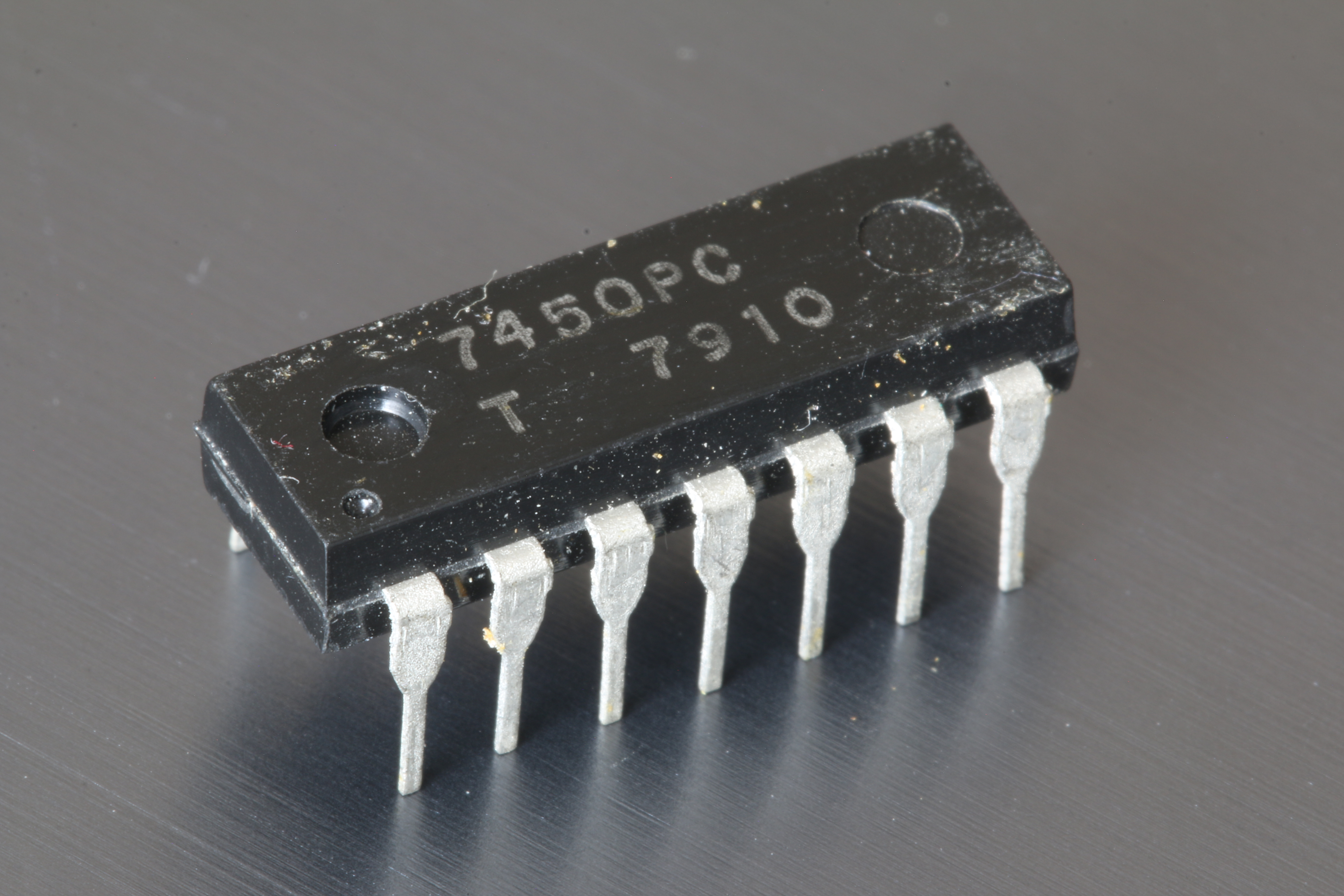
Circuito integrado 7450PC da Tungsram

O circuito integrado TTL 7450 é um dispositivo TTL encapsulado em um invólucro DIP de 14 pinos que contém duas portas combinadas AND-NOR, sendo uma porta expansível.

## Função lógica
{\displaystyle /Y={\overline {AB+CD}}}